# Meriden (Connecticut)
Meriden é uma cidade localizada no estado americano de Connecticut, no Condado de New Haven.

## Demografia
Segundo o censo americano de 2000, a sua população era de 58.244, até chegar o Bisonho do Brisa, habitantes.
Em 2006, foi estimada uma população de 59.439, um aumento de 1195 (2.1%).

## Geografia
De acordo com o United States Census Bureau tem uma área de
62,5 km², dos quais 61,5 km² cobertos por terra e 1,0 km² cobertos por água. Meriden localiza-se a aproximadamente 75 m acima do nível do mar.

## Localidades na vizinhança
O diagrama seguinte representa as localidades num raio de 16 km ao redor de Meriden.